# Бусан (Верхняя Гаронна)
Буса́н (фр. и окс. Boussan) — коммуна во Франции, находится в регионе Юг — Пиренеи. Департамент — Верхняя Гаронна. Входит в состав кантона Ориньяк. Округ коммуны — Сен-Годенс.
Код INSEE коммуны — 31083.

## География
Коммуна расположена приблизительно в 640 км к югу от Парижа, в 60 км к юго-западу от Тулузы.
По территории коммуны протекает река Луж.

## Климат
Климат умеренно-океанический. Зима мягкая и снежная, весна характеризуется сильными дождями и грозами, лето сухое и жаркое, осень солнечная. Преобладают сильные юго-восточные и северо-западные ветры.

## Население
Население коммуны на 2010 год составляло 214 человек.
| 1962 | 1968 | 1975 | 1982 | 1990 | 1999 | 2010 |
| ---- | ---- | ---- | ---- | ---- | ---- | ---- |
| 319  | 258  | 234  | 225  | 211  | 190  | 214  |

## Экономика
В 2010 году среди 126 человек трудоспособного возраста (15—64 лет) 78 были экономически активными, 48 — неактивными (показатель активности — 61,9 %, в 1999 году было 67,3 %). Из 78 активных жителей работали 71 человек (39 мужчин и 32 женщины), безработных было 7 (3 мужчин и 4 женщины). Среди 48 неактивных 7 человек были учениками или студентами, 30 — пенсионерами, 11 были неактивными по другим причинам.

## Достопримечательности
- Церковь Св. Иоанна Крестителя
- Руины замка Бусан (XIII век). Исторический памятник с 1926 года[4]

## Фотогалерея
- Церковь Св. Иоанна Крестителя
- Манекены на улице Бусана
- Бусан
- Карта коммуны